# Зворыкин, Анатолий Алексеевич
Анато́лий Алексее́вич Зворы́кин (6 [19] октября 1901, Муром, Владимирская губерния — 11 сентября 1988, Москва) — советский экономист, историк науки, социолог, доктор экономических наук (1939), профессор, один из основателей социологии науки, как самостоятельного направления в советской социологии.

## Биография
Родился 6 (19) октября 1901 года в Муроме, во Владимирской губернии.
В 1917 году окончил четыре класса Муромского реального училища и начал работать по найму. В годы гражданской войны в России служил в РККА.
В 1921 году поступил в Московский межевой институт и, окончив рабочий факультет, в 1922 году стал студентом Первого Московского государственного университета в котором в 1925 году окончил курс отделения внешних сношений факультета общественных наук. Работал в Высшем Совете народного хозайства и на шахтах Донбаса.
С 1933 по 1937 год — заместитель главного редактора газеты «Техника», одновременно, до 1941 года преподавал в Московском горном институте, в I МГУ, занимался научными исследованиями в Институте истории естествознания и техники АН СССР.
Специализировался в Институте красной профессуры по истории техники и по экономике. В 1934 году защитил кандидатскую диссертацию. В 1935 году, по доносу, был исключён из КПСС и, в отсутствии работы, кормил семью, раскрашивая женские косынки, одновременно занимаясь написанием докторской диссертации. В 1938 году был восстановлен на работе и членстве в партии. В 1939 году стал доктором экономических наук (работа «Техническая реконструкция горной промышленности в СССР»). После утверждения докторской диссертации в ВАК СССР ему было присвоено ученое звание профессора по кафедре «Экономика промышленности и история техники».
Начало Второй мировой войны провёл на Сталинградском и Центральном фронтах. После тяжелого ранения был комиссован и с 1943 по 1946 год работал в Наркомате угольной промышленности. Был приглашён на работу в газету «Правда» редактором отдела науки, техники и высшей школы, параллельно выполнял функции председателя Комитета по изобретениям и открытиям при Совете министров СССР, читал лекции по экономике и истории техники в ряде московских институтов и занимался научно-исследовательской деятельностью.
С 1949 по 1959 год — 1-й заместитель главного редактора БСЭ (2 издание), а с 1957 по 1961 год — главный редактор журнала «Вестник истории мировой культуры».
Был членом Европейской экономической комиссии Организации Объединённых Наций, вице-президентом Международной комиссии по информации, принимал участие в работе Международного бюро труда. Свыше десяти лет являлся вице-президентом Международной комиссии ЮНЕСКО по истории научного и культурного развития человечества и членом Международного комитета по документации в области социальных наук.
С 1968 по 1988 год — сотрудник Института социологических исследований АН СССР, где с 1969 по 1970 год сформировал сектор (отдел) социологии науки.
Скончался 11 сентября 1988 года в Москве. Похоронен в деревне Братовщина на одноимённом кладбище.

## Семья
- Отец — Алексей Николаевич Зворыкин (1873, Муром — 1947[6], Москва), инженер-путеец.
- Мать — Евдокия Николаевна Зворыкина (1875—1971)[6]
- Жена — Анна П. Зворыкина (1908, Москва — ?)
  - Сын — Лев (30.11.1927 — 18.03.1995, Серпухов)